# Tarmo Soomere

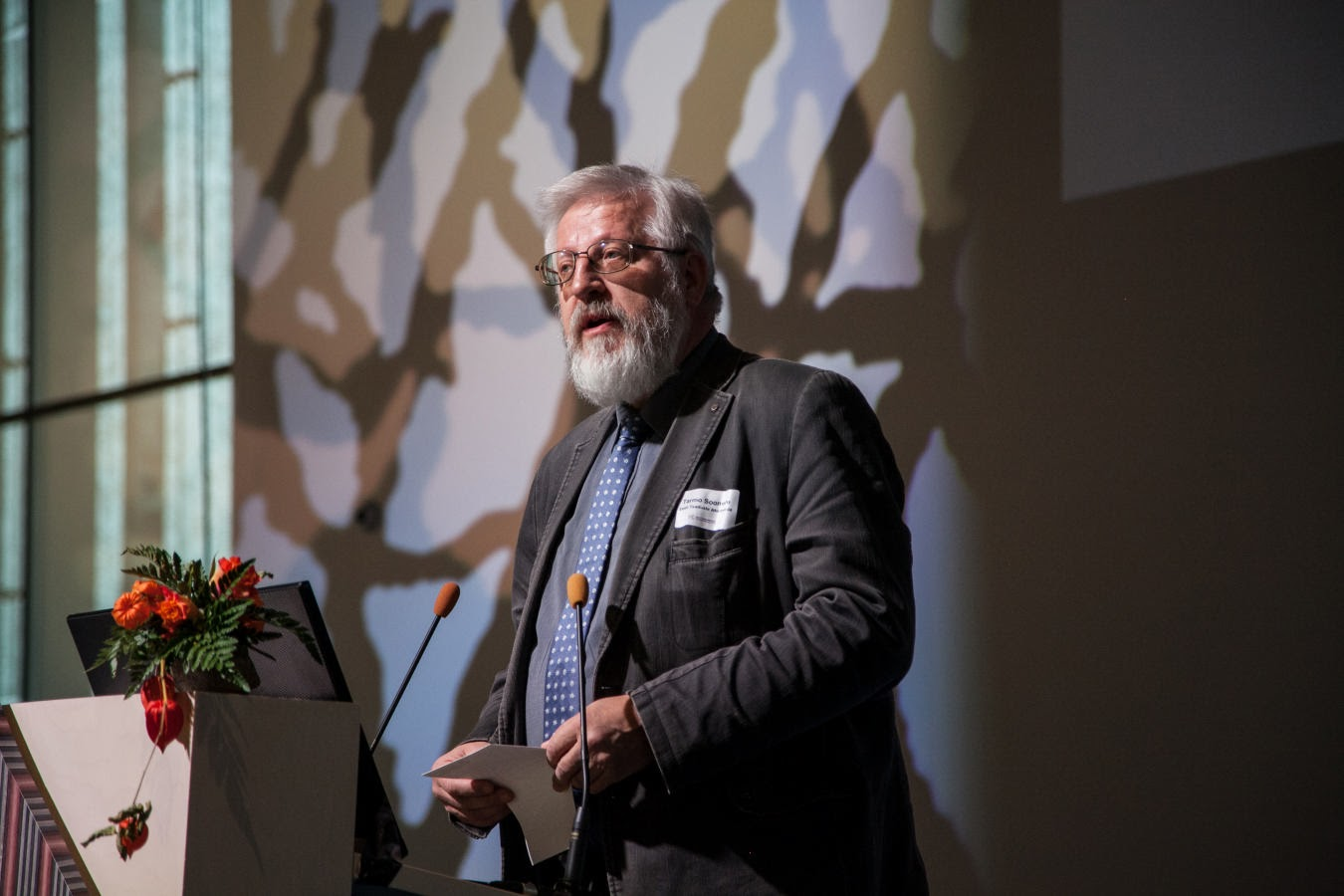
Tarmo Soomere (2016)

Tarmo Soomere (nascido a 11 de outubro de 1957, em Tallinn) é um cientista marinho e matemático da Estónia. Desde 2014, ele é o presidente da Academia de Ciências da Estónia.

## Prémios
- Prémio Nacional de Pesquisa da Estónia de 2002 (para ciências da engenharia)[3]
- Pessoas do ano de 2005 (jornal Postimees)[3]
- Prémio da Assembleia Báltica de 2007 para Literatura, Artes e Ciências[3]